# NGC 2813
NGC 2813 é uma galáxia lenticular (S0) localizada na direcção da constelação de Cancer. Possui uma declinação de +19° 54' 25" e uma ascensão recta de 9 horas, 17 minutos e 45,4 segundos.
A galáxia NGC 2813 foi descoberta em 17 de Fevereiro de 1865 por Albert Marth.